# Bokumer-Ikemapolder
De Bokumer-Ikemapolder is een voormalig waterschap in de provincie Groningen.
Het waterschap was een fusie van de Bokumerpolder die in 1809 ontstond door een gedeelte van een kwelder te omdijken en de Ikemapolder die in 1815 ontstond. De namen komen van boerderij Bokum (nu Oud Bocum) in het gehucht Bokum en boerderij Ikema ten zuiden daarvan.
De polder was gelegen ten noorden van de Middendijk ten noorden van Kloosterburen. De noordgrens werd gevormd door de (tegenwoordig vervallen) kadijk. De oost- en westgrens werd gevormd door twee opdijken. Het schap loosde zijn water via een duiker in de Middendijk, op de boezem van het waterschap Hunsingo. Het waterschap ontving water van oostelijk gelegen de Feddemapolder.
Waterstaatkundig gezien ligt het gebied sinds 1995 binnen dat van het waterschap Noorderzijlvest.